# Norbert Strotmann
Norbert Strotmann MSC (ur. 14 sierpnia 1946 w Riesenbeck) – niemiecki duchowny rzymskokatolicki posługujący w Peru, w latach 1997-2023 biskup Chosica.

## Życiorys
Święcenia kapłańskie przyjął 3 listopada 1973. 

## Episkopat
19 grudnia 1992 papież Jan Paweł II mianował go biskupem pomocniczym Limy. 6 stycznia 1993 przyjął sakrę z rąk Jana Pawła II. Urząd biskupa pomocniczego pełnił w latach 1993-1997. W latach 1997–2023 był biskupem diecezjalnym Chosica. 27 grudnia 2023 przeszedł na emeryturę. W latach 2017-2023 był sekretarzem generalnym Konferencji Episkopatu Peru.